# 潭头镇 (栾川县)
潭头镇，是中华人民共和国河南省洛陽市栾川县下辖的一个乡镇级行政单位。

## 行政区划
潭头镇下辖以下地区：
潭头村、石门村、汤营村、赵庄村、东山村、胡家村、纸房村、大坪村、石坷村、大王庙村、阳庄村、马窑村、张村、党村、西坡村、秋林村、何村、蛮营村、古城村、拨云岭村、断滩村、垢峪村、柏枝崖村、重渡村、仓房村和王坪村。